# Comune di Ramsø
Il comune di Ramsø, fino al 1º gennaio 2007 è stato un comune danese situato nella contea di Roskilde, il comune aveva una popolazione di 9 412 abitanti (2006) e una superficie di 68 km².
Capoluogo era la cittadina di Viby.
Dal 1º gennaio 2007, con l'entrata in vigore della riforma amministrativa, il comune è stato soppresso e accorpato ai comuni di Gundsø e Roskilde per dare luogo al riformato comune di Roskilde compreso nella regione della Selandia.